# Allison Reed
Allison Lynn Reed (Kalamazoo, 8 giugno 1994) è una danzatrice su ghiaccio statunitense. Insieme a Saulius Ambrulevicius ha vinto il bronzo al Campionato europeo nel 2024, pattinando per la Lituania.

## Biografia
Allison Reed è nata a Kalamazoo, nel Michigan, da padre americano e madre giapponese. Anche i suoi fratelli maggiori Cathy e Chris Reed hanno praticato la danza su ghiaccio.
Nel giugno del 2021 la domanda della pattinatrice di ottenere la cittadinanza lituana è stata respinta. Questo ha impedito a lei e al suo partner di partecipare ai Giochi olimpici di Pechino.
Il 21 novembre 2024 il presidente della Lituania Gitanas Nausėda ha concesso a Reed la cittadinanza lituana per meriti speciali per aver promosso la nazione nel mondo attraverso i suoi risultati dei precedenti sette anni, culminato nella concquista del bronzo europeo nel 2024.

## Risultati
GP: Grand Prix; CS: Challenger Series

### Con Ambrulevičius per la Lituania
| Internazionali                      | Internazionali | Internazionali | Internazionali | Internazionali | Internazionali | Internazionali | Internazionali | Internazionali |
| Evento                              | 2017–18        | 2018–19        | 2019–20        | 2020–21        | 2021–22        | 2022–23        | 2023–24        | 2024-25        |
| ----------------------------------- | -------------- | -------------- | -------------- | -------------- | -------------- | -------------- | -------------- | -------------- |
| Campionati mondiali                 | 20°            | 17°            | C              | 15°            | 10°            | 7°             | 6°             | 21°            |
| Campionati europei                  | R              | 13°            | 11°            |                | 8°             | 4°             | 3°             | 6°             |
| GP Internationaux de France         |                | 9°             | 10°            | C              | 8°             |                |                | 4°             |
| GP NHK Trophy                       |                |                |                |                |                | 4°             | 3°             | 3°             |
| GP Rostelecom Cup                   |                | 6°             | 5°             | 7°             | 7°             |                |                |                |
| GP Skate America                    |                |                |                |                |                | R              |                |                |
| GP Skate Canada                     |                |                |                |                |                |                | 3°             |                |
| CS Autumn Classic                   |                |                |                |                |                |                | R              |                |
| CS Cup of Austria                   |                |                |                |                | R              |                |                |                |
| CS Finlandia Trophy                 |                |                | 5°             |                |                |                |                |                |
| CS Golden Spin of Zagreb            |                |                |                |                | 2°             | 2°             | 1°             |                |
| CS Lombardia Trophy                 |                |                | 6°             |                |                | 2°             |                |                |
| CS Nebelhorn Trophy                 | 7°             |                | 7°             |                |                | 2°             | 2°             |                |
| CS Ondrej Nepela Trophy             | 6°             |                |                |                |                |                |                |                |
| CS Tallinn Trophy                   | 8°             |                |                |                |                |                |                |                |
| CS Trophée de Nice                  |                |                |                |                |                |                |                | 1°             |
| Bavarian Open                       |                |                | 1°             |                |                |                |                |                |
| Budapest Trophy                     |                |                |                |                | 2°             |                |                |                |
| Egna Dance Trophy                   |                |                |                |                |                |                |                | 1°             |
| Halloween Cup                       |                | 2°             |                |                |                |                |                |                |
| Santa Claus Cup                     | 5°             |                |                |                |                |                |                |                |
| Volvo Open                          |                | 5°             |                |                |                |                |                |                |
| Nazionali                           |                |                |                |                |                |                |                |                |
| Campionati lituani                  | 1°             | 1°             | 1°             | 1°             | 1°             |                |                |                |
| R = Ritirati; C = Evento cancellato |                |                |                |                |                |                |                |                |

### Con Vasili Rogov per Israele
| Internazionali        | Internazionali | Internazionali | Internazionali |
| Evento                | 2012–13        | 2013–14        | 2014–15        |
| --------------------- | -------------- | -------------- | -------------- |
| Campionati mondiali   | 23°            | 30°            | 20°            |
| Campionati europei    | R              | 24°            | 16°            |
| CS Finlandia Trophy   |                |                | 5°             |
| CS Nebelhorn Trophy   |                |                | 6°             |
| CS Volvo Cup          |                |                | 6°             |
| Bavarian Open         |                |                | 2°             |
| Golden Spin of Zagreb | 7°             | 7°             |                |
| Nebelhorn Trophy      | 13°            | 18°            |                |
| NRW Trophy            | 6°             | 4°             |                |
| Pavel Roman Memorial  | 10°            |                |                |
| Tallinn Trophy        |                |                | 1°             |
| Ukrainian Open        |                | 6°             |                |
| U.S. Classic          |                | 10°            |                |
| Nazionali             |                |                |                |
| Campionati ucraini    |                | 6°             |                |
| R = Ritirati          |                |                |                |

### Con Otar Japaridze per la Georgia

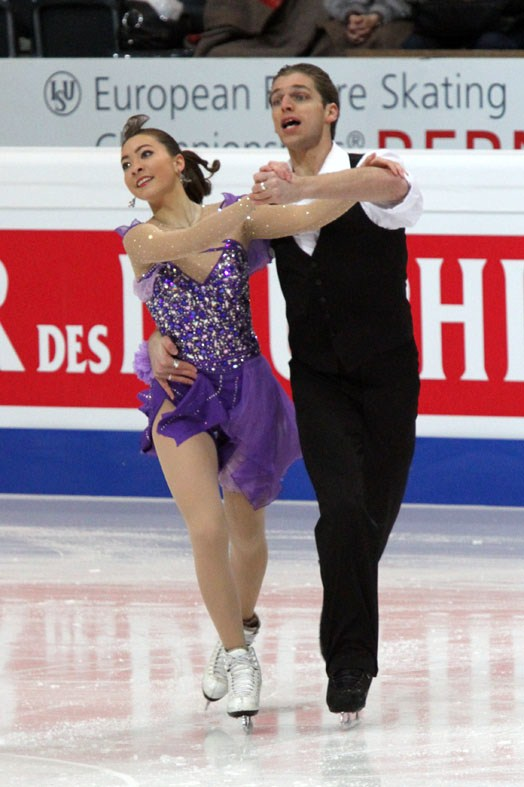
Reed/Japaridze al Campionato europeo nel 2011.

| Internazionali            | Internazionali | Internazionali |
| Evento                    | 2009–10        | 2010–11        |
| ------------------------- | -------------- | -------------- |
| Giochi olimpici invernali | 22°            |                |
| Campionati mondiali       | 21°            | 18°            |
| Campionati europei        | 19°            | 17°            |
| Golden Spin of Zagreb     |                | 4°             |
| Ice Challenge             |                | 2°             |
| Nebelhorn Trophy          | 12°            |                |
| Pavel Roman Memorial      | 9°             |                |